# スコット・モリソン (バスケットボール)
スコット・モリソン (Scott Morrison, 1986年1月3日 - )は、カナダ出身の元プロバスケットボール選手である。身長211cm、体重112kgで、ポジションはセンター。
2014年にNBLのアイシンシーホース三河に入団し、NBL 2014-15シーズンの優勝メンバーになる。2015-16シーズン、当時bjリーグの秋田ノーザンハピネッツに移籍した。

## 経歴

### 大学
モリソンは18歳の時にアメリカに移り、ポートランド州立大学に入学する。大学では平均5.6得点と9.2リバウンドの記録を残し、ブロックショットとダンクショットの大学最多記録を樹立した。モリソンはビッグスカイカンファレンスでの2度の優勝に貢献し、2007-08シーズンには最優秀ディフェンス賞に選ばれた。

### プロ選手として
卒業後の2008年に、ハンガリーのアルバコンプと契約しプロ選手となる。その後エストニア、ウクライナ、ポーランド、ドイツのチームを経て、2013年にはオーストラリアNBLのメルボルン・タイガースに加わる。2014年2月、パース・ワイルドキャッツ戦とアデレード・サーティシクサーズ戦での2度にわたって鼻骨を折り、以降モリソンは時々鼻を保護する黒いマスクを装着して試合に出場するようになった。
2014年に日本NBLのアイシンシーホース三河と契約。NBL 2014-15シーズンのリーグ制覇に貢献した。シーズン終了後に自由契約となり、bjリーグの秋田ノーザンハピネッツに移籍。
2015-16シーズン開幕節である2015年10月4日に行われた埼玉ブロンコス戦では、11得点10リバウンドのダブル・ダブルを達成し、チームも91対70で勝利を収めた。10月25日の青森ワッツ戦ではシーズン最多の19得点を記録。12月5日と6日の琉球ゴールデンキングス戦は腰痛のため欠場したものの、翌週12月13日高松ファイブアローズ戦で復帰し、14日には15得点14リバウンドを挙げた。2016年2月15日の群馬クレインサンダーズ戦では14得点10リバウンドのダブル・ダブルを達成し、この試合のMVPに選ばれた。スコットはレギュラーシーズン52試合中50試合に出場し、1試合平均11.1得点、8.3リバウンドの記録を残した。
2016-17シーズン、bjリーグとNBLが統合されBリーグが発足し、B1リーグに所属することになった秋田はモリソンとの契約を更新した。2017-18シーズンからは三遠ネオフェニックスへ移籍した。

## 個人成績
| シーズン    | チーム   | GP | GS | MPG  | FG%  | 3P% | FT%  | RPG | APG | SPG | BPG | TO  | PPG  |
| ----------- | -------- | -- | -- | ---- | ---- | --- | ---- | --- | --- | --- | --- | --- | ---- |
| NBL 2014-15 | アイシン | 54 | 49 | 22.0 | 60.5 | -   | 53.1 | 6.3 | 1.1 | 0,7 | 0.8 | 1.3 | 8.7  |
| bj 2015-16  | 秋田     | 50 | 50 | 26.4 | 57.1 | 0.0 | 69.7 | 8.3 | 2.0 | 0.8 | 0.7 | 2.1 | 11.1 |
| B1 2016-17  | 秋田     | 58 | 53 | 21.7 | 52.9 | 0.0 | 65.5 | 5.7 | 0.9 | 0.6 | 0.5 | 1.6 | 9.7  |
| 2017-18     | 三遠     | 59 | 29 | 21.9 | 58.0 | 0.0 | 54.5 | 5.9 | 0.9 | 0.4 | 0.3 | 1.4 | 9.6  |
| 2018-19     | 熊本     | 7  | 7  | 31.3 | 50.9 | 0.0 | 52.8 | 7.7 | 1.4 | 0.4 | 0.9 | 0.7 | 11.0 |
| 2018-19     | 琉球     |    |    |      |      |     |      |     |     |     |     |     |      |